# ギロダクチルス症
ギロダクチルス症（ギロダクチルスしょう。英語: gyrodactylosis）とは、ギロダクチルス属（Gyrodactylus）に属する単生類が、魚類に寄生して引き起こす感染症の総称である。ギロダクチルス属に属する寄生虫は、1種類ではない。ギロダクチルス症を発症すると、魚類には粘液過多が認められ、稚魚や幼魚の場合には死亡する場合も見られる。

## 寄生例
- アユ - Gyrodactylus japonicus、Gyrodactylus tominagi、Gyrodactylus plecoglossiが鰭に寄生する。
- コイ - Gyrodactylus sprostonaeが鰓弁に、Gyrodactylus kobayashiiが鰓弁、体表、鰭に寄生する。
- ニホンウナギ - Gyrodactylus nipponensisが鰓弁に、Gyrodactylus egusai、Gyrodactylus joiが体表に寄生する。
- ヨーロッパウナギ - Gyrodactylus nipponensis、Gyrodactylus anguillaeが鰓弁に寄生する。
- サケ・ニジマス - Gyrodactylus salarisが体表に寄生する。

## 防除
養殖業などでは、ギロダクチルス症の対策として0.5 ppm以下の濃度で、メトリホナートの散布、および、ホルマリンの散布が行われる。なお、高濃度では魚類への有害性が目立ってくるので、散布濃度には注意が必要である。